# Fuglsang-Grønholt
Fuglsang-Grønholt (dansk) eller Vogelsang-Grünholz (tysk) er en landsby beliggende midtvejs mellem Tumby og Damp i det nordlige Svansø i Sydslesvig. Administrativt hører landsbyen under Damp Kommune i Rendsborg-Egernfjord kreds i den nordtyske delstat Slesvig-Holsten. I kirkelig henseende hører Fuglsang under Siseby Sogn. Sognet lå i Risby Herred (Svans gosdsdistrikt, senere Egernfjord Herred), da området tilhørte Danmark.
Stednavnet refererer til selve landsbyen Fuglsang og til den lidt nordvest for landsbyen beliggende herregård Grønholt med Grønskoven. Selve godset hører allerede under nabokommunen Tumby. Fuglsang er første gang dokumenteret 1854. Der er tale om et poetisk navn, som findes flere gange i det danske stednavneområde. Grønholt er første gang nævnt 1462. Betydning er grøn skov. Mens Fuglsang hører under Siseby Sogn, hører Grønholt historisk under Karby Sogn. Fuglsang henregnedes tidligere landsbyen Borntved. Landsbyen er omgivet af Pommerby (i syd), Svastrum eller Svartstrøm (i sydøst), Damp gods med Hegnskov (Hegnholt) i øst, Kummersholt i nord, Borntved i nordvest samt Hyholt og Krat i vest. 